# LLB
LLB är en branschorganisation med medlemmar inom evenemangsbranschen. Bokstäverna i namnet står för Ljud, Ljus och Bild. 
Organisationen är för företag, verksamma i Sverige som tillhandahåller professionell utrustning och tjänster inom områdena ljud, ljus och bild för scen, konferensverksamhet, broadcast, multimedia, IT samt musikinstrument samt verksamheter därtill.

## Beskrivning
Organisation bildades 1990 och har sedan dess arbetat för att anordna mässor och mötesplaster, skapa gemensamma leveransbestämmelser, orientera medlemmarna i europeiska frågor inom branschen och ge kunskap i aktuella ämnen som miljö- och kvalitetsstyrning.
Vartannat år anordnas en mässa, LLB Expo, som är Nordens största mötesplats för professionella inom ljud, ljus och bild, och AV-teknik. Mässan brukar ha cirka 3 000 besökare. från hela Norden.